# Antillophos adelus
Antillophos adelus is een soort in de klasse van de Gastropoda (Slakken).
Het dier komt uit het geslacht Antillophos en behoort tot de familie Buccinidae. Antillophos adelus werd in 1942 beschreven door Schwengel.